# Neopanorpa umbonata
Neopanorpa umbonata är en näbbsländeart som beskrevs av Helen Chwei-Sia Chau och George W. Byers 1978. Neopanorpa umbonata ingår i släktet Neopanorpa och familjen skorpionsländor. Inga underarter finns listade i Catalogue of Life.